# Stabkirche Flesberg

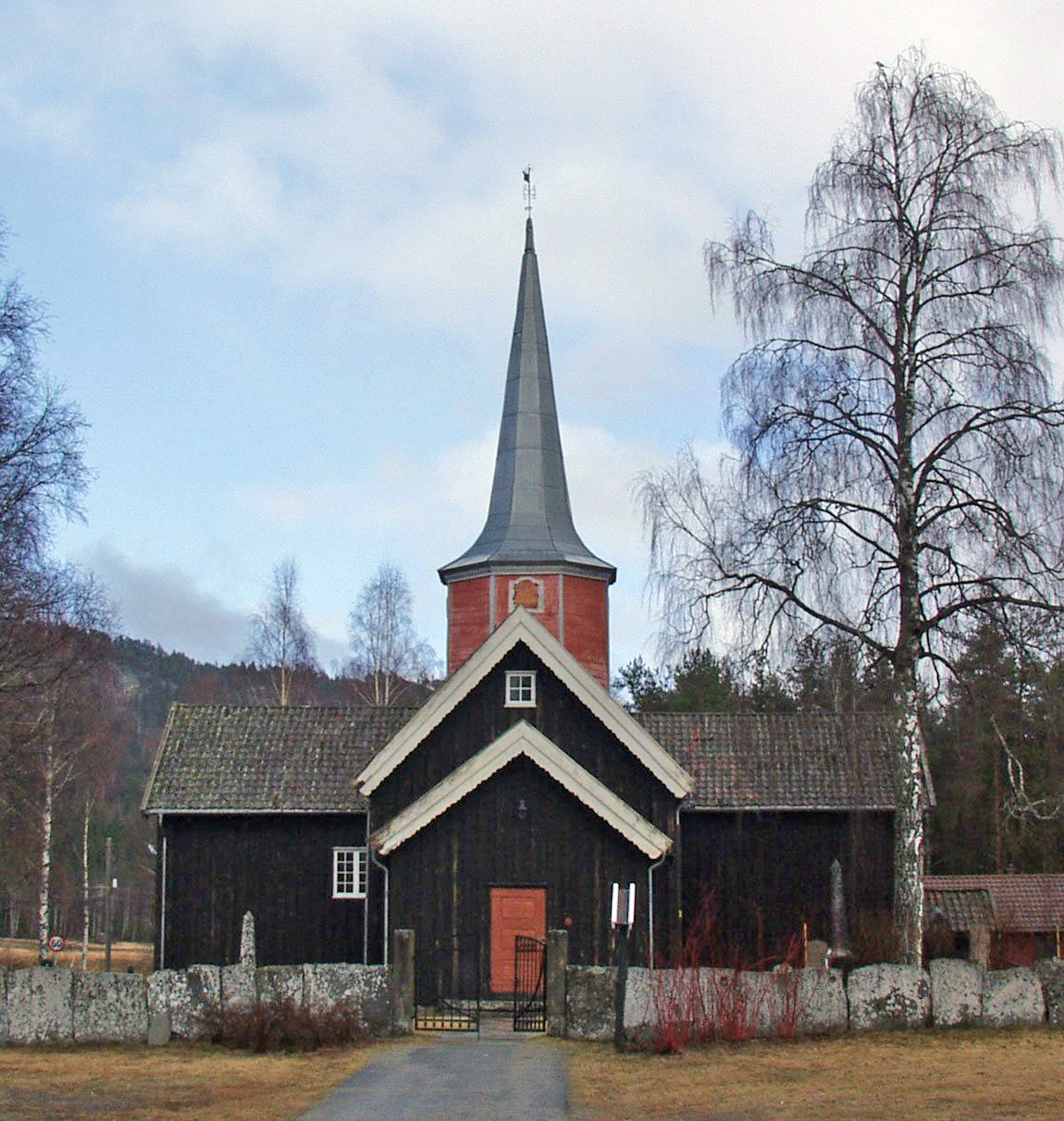
Die Flesbergkirche

Die Stabkirche Flesberg ist eine zu einer Kreuzkirche umgebaute Stabkirche in der Ortschaft Flesberg. Sie befindet sich in der gleichnamigen Gemeinde in der norwegischen Provinz Buskerud, auf der nördlichen Seite des Flusses Numedalslågen im Numedal. Der Pfarrhof, der der Kirche und dem Ort seinen Namen gab, liegt rund 200 Meter südöstlich. Die Kirche gehört zusammen mit der Svene Kirche und der Lyngdal Kirche zum Flesberg prestegjeld. Das Prestegjeld untersteht einem Bistum der norwegischen Kirche und entspricht in etwa einem deutschen Kirchenspiel. In diesem Prestgjeld ist die Stabkirche Flesberg die Hauptkirche.

## Geschichte
Die Entstehung der Kirche ist nicht genau zu ermitteln. Es wird berichtet, dass die Kirche ursprünglich auf dem Lande Hof stand, der sich circa drei Kilometer östlich vom heutigen Standort entfernt befindet. Die Kirche in Flesberg wird zum ersten Mal 1359 in einer Urkunde erwähnt. Doch ausgehend vom Stil des Portals und einem Gemälde der alten Stabkirche, nimmt man an das sie in der Zeit um 1200 oder später entstanden ist.
Mit der Reformation in Norwegen, 1537, führte man die evangelisch-lutherische Kirche als Staatsreligion ein. In den Aufzeichnungen von Bischof Jens Nilssøn ist zu lesen, dass  in der Stabkirche weiterhin die Chormesse gehalten wurde, ein jährliches Fest zur Kirchenweihung aus katholischer Zeit. Er war darüber erzürnt und schaffte diese „päpstlichen Unsitten“ ab.
Die Gemeinden in Numedal bezahlten keinen Kirchenzehnt und der Bau von Kirchen wurde nur durch Spenden und die Gemeinschaft selbst ermöglicht. Des Weiteren besaß das Prestgjeld keinen Kirchengrund, aus dem es Mieteinnahmen schöpfen konnte und so wurden auch keine Instandhaltungsmaßnahmen an den Kirchen vorgenommen. Mit der Zeit verfiel die Stabkirche und wurde, als Hauptkirche des Prestegjelds, auch zu klein. Im Jahr 1735 wurde unter der Leitung des Superintendenten Berthelsen die Stabkirche zu einer Kreuzkirche umgebaut. Dabei entfernte man den Laubengang, alle inneren Masten samt dem inneren Tragsystem und den Dachstuhl, sodass nur noch die Außenwände des Umgangs erhalten sind. Im Osten riss man die Außenwand ebenfalls nieder, um eine Öffnung zum Anbau zu ermöglichen. Die Stabkirche bildet nun den westlichen Kreuzarm der Kreuzkirche.

## Architektur

### Die Stabkirche

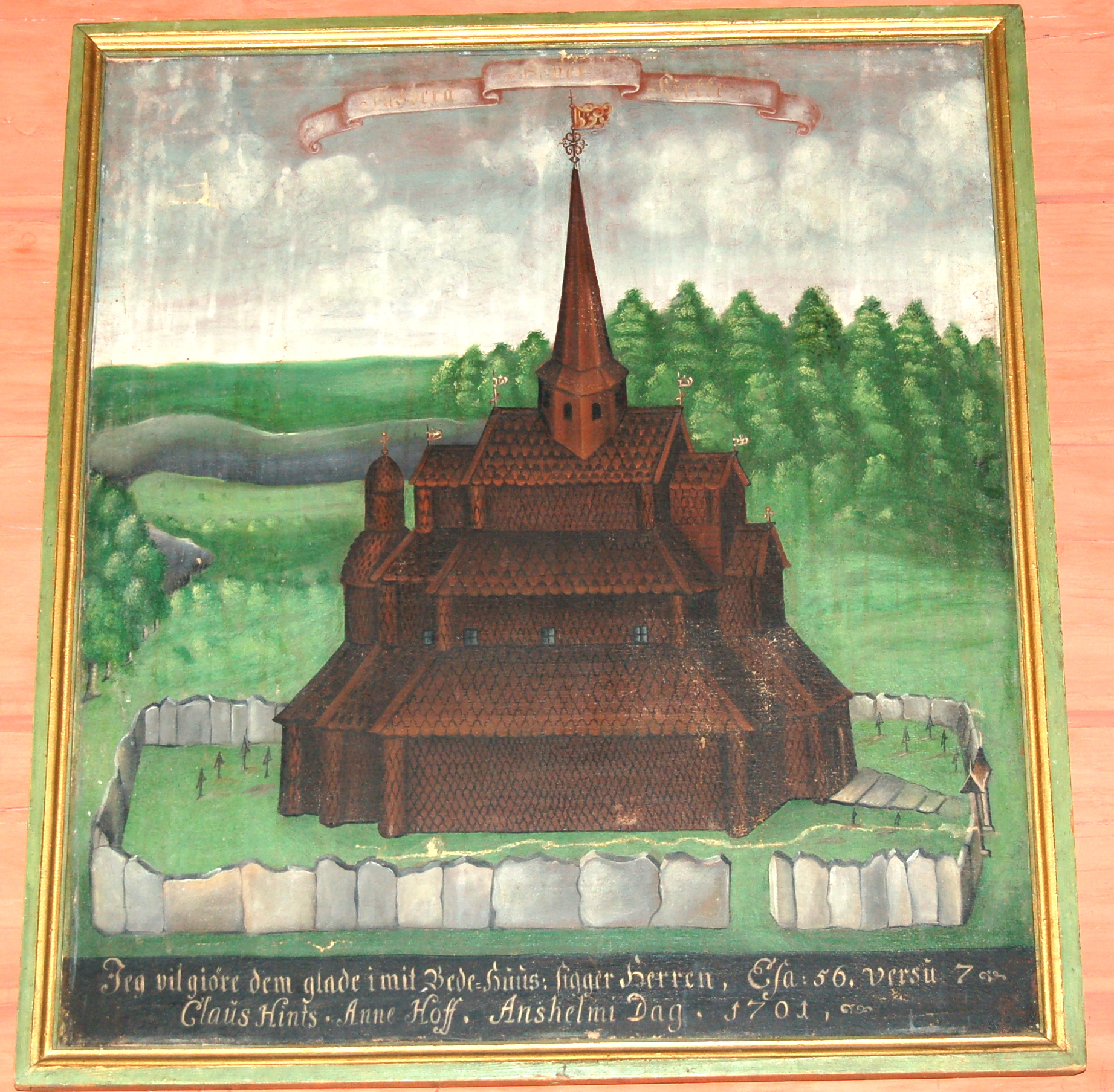
Stabkirche Flesberg, Gemälde von Alshelmi Dag, 1701

Von der ursprünglichen Stabkirche ist nur noch sehr wenig Bausubstanz erhalten und auch das Aussehen hat sich stark verändert. Das Bild von Anselmi Dag aus dem Jahr 1701 vermittelt jedoch einen Eindruck des ehemaligen Gotteshauses. Das Bild zeigt die nördliche Ansicht einer voll entwickelten Mastenkirche. Sie hat ein gehobenes Mittelschiff mit Dachreiter, einen Chor und eine Apsis mit rundem Apsistürmchen. Um die Kirche herum ist ein Laubengang angeordnet und im Westen befindet sich ein Waffenhaus. Die Dächer, Wände und sichtbaren Masten sind vollständig mit einer Holzschindelfassade überzogen. Mit circa 6,00 m × 7,70 m hat die Stabkirche eine ähnliche Grundfläche, wie andere Stabkirchen mit erhöhtem Mittelschiff. Sofern Chor und Apsis demselben Muster folgten, wäre der Chor annähernd quadratisch mit in etwa drei mal drei Metern und einer etwas schmaleren Apsis mit einem Durchmesser von rund drei Metern gewesen. 
Unter dem Fußboden und in der heutigen Grundmauer sind noch Teile des Grundrahmens der Stabkirche erhalten. Die horizontalen Balken des Grundrahmens haben runde Zapfenlöcher an den Überblattungspunkten, in denen die vier Masten eingelassen waren. Diese standen auf einem Fundament aus Steinen. An den kurzen Seiten des Rahmens sind keine weiteren Löcher erkennbar und die Längsseiten sind abgeschnitten, sodass mögliche Zwischenmasten nicht nachweisbar sind. Es kann sich folglich um eine Vier oder Acht-Mastenkirche gehandelt haben. Die Eckmasten, auch Stäbe genannt, besitzen einen Durchmesser von 40 bis 45 Zentimetern. Sie haben am Fußende eine glockenförmige Basis, die oben mit zwei ringförmigen Wülsten abschließt. In der Basis befinden sich rechteckige Aussparungen, in denen Schwellen eingespannt sind. Zwischen den Eckmasten werden die Schwellen zusätzlich durch die zwei auskragenden Balken des Grundstocks gehalten, dort sind sie in einer breiten flachen Aussparung eingelassen. Die trapezförmigen Schwellen sind 50 bis 60 cm hoch und sind oben 20 cm und unten 30 cm breit. An den Kapitellen der Eckmasten sind ebenfalls Schwellen eingespannt. Die Schwellen bilden zusammen mit den Eckmasten einen Rahmen, in dem die Wände aus stehenden Bohlen eingespannt sind. Untereinander sind die Bohlen durch das Nut-und-Feder-Prinzip miteinander verbunden, wobei die Nut auf der breiten Seite des asymmetrischen Querschnitts ist. Die Bohlen erreichten eine Höhe zwischen 3,97 und 4,06 Metern. Bei einer Restaurierung im Jahr 1955 fand man unter dem Fußboden 20 Wandbohlen, die vom Abriss der Stabkirche stammen. Zwei dieser Planken stammen möglicherweise aus der Ostwand und flankierten die Öffnung vom Chor zur Apsis. Die Außenseiten der Bohlen besitzen eine zusätzliche Nut, vermutlich war darin die Apsiswand eingepasst. An der Oberseite befindet sich eine Aussparung für einen waagerechten Balken, der quer über die 2,20 Meter breite Apsisöffnung gespannt war. Eine Spur an den Seiten zur Apisöffnung der Bohlen deutet auf die Unterstützung des Balkens durch ein Bogenknie hin, eine rechteckige Scheibe mit bogenförmigem Ausschnitt. Weiterhin fand man vier obere Schwellen des Laubengangs. Ihre Oberseite ist abgeschrägt und sie besitzt Aussparungen für Sparren. Nagellöcher weisen auf befestigte Dachplanken hin. An der Unterseite befindet sich eine Nut, in der die Wandbohlen eingespannt waren. Sie sind 40 bis 47 Zentimeter hoch und 7,5 Zentimeter dick. Auf den Schwellen des Umgangs sitzen innen und außen kleine, rechteckige Hobelprofile. Eine der gefundenen Schwellen hat ebenfalls ein solches Profil. Das kann bedeuten, dass es sich die ursprünglichen Schwellen des Laubengangs handelt. Die geborgenen Bohlen und Schwellen befinden sich heute in der Universitetets Oldsaksamling in Oslo. 
Das Gemälde zeigt einen fensterlosen Laubengang, manchmal auch Söller genannt, und auch die üblichen Lichtlöcher im erhöhten Mittelschiff fehlen. Es gibt jedoch drei Fenster im Umgang des Kirchenschiffs und eins im Chor. Es handelt sich um kleine, nahe zu quadratische, vierteilige Sprossenfenster. Im Westen befindet sich ein Waffenhaus, dessen Dach sich in zwei Ebenen aufteilt. Das untere Dach ist ein Pultdach auf der gleichen Höhe des Laubengangs. Das obere, ein Satteldach, sitzt auf der Höhe des Umgangs. Über die Konstruktion des Dachstuhls der Stabkirche ist nichts bekannt. Sie hatte wahrscheinlich ein Sparrendach mit Kehlbalken im oberen Mittelteil und ein einfaches Sparrendach über dem Laubengang. Über dem Apsisumgang befand sich laut des Gemäldes ein zweistufiger zylindrischer Aufbau mit Kuppeldach. Die außen aufgebrachten Holzschindeln waren mit Holznägeln befestigt und geteert. Den aufgesetzten Dachreiter gab es möglicherweise schon seit dem Mittelalter. Im Jahr 1577 werden zwei Glocken im Turm erwähnt, jedoch wird nichts über das Aussehen oder die Konstruktion berichtet. Im Jahr 1621 bekam die Kirche einen neuen Dachreiter. Dieser war achteckig, hoch und hatte auf der Spitze eine geschmiedete Stange mit einer Kugel und Fahne. Jede der acht Wandplatten hatte ein Lichtloch in Form eines Rundbogenfensters. Vermutlich handelt es sich um den Dachreiter auf dem Gemälde.

### Die Kreuzkirche

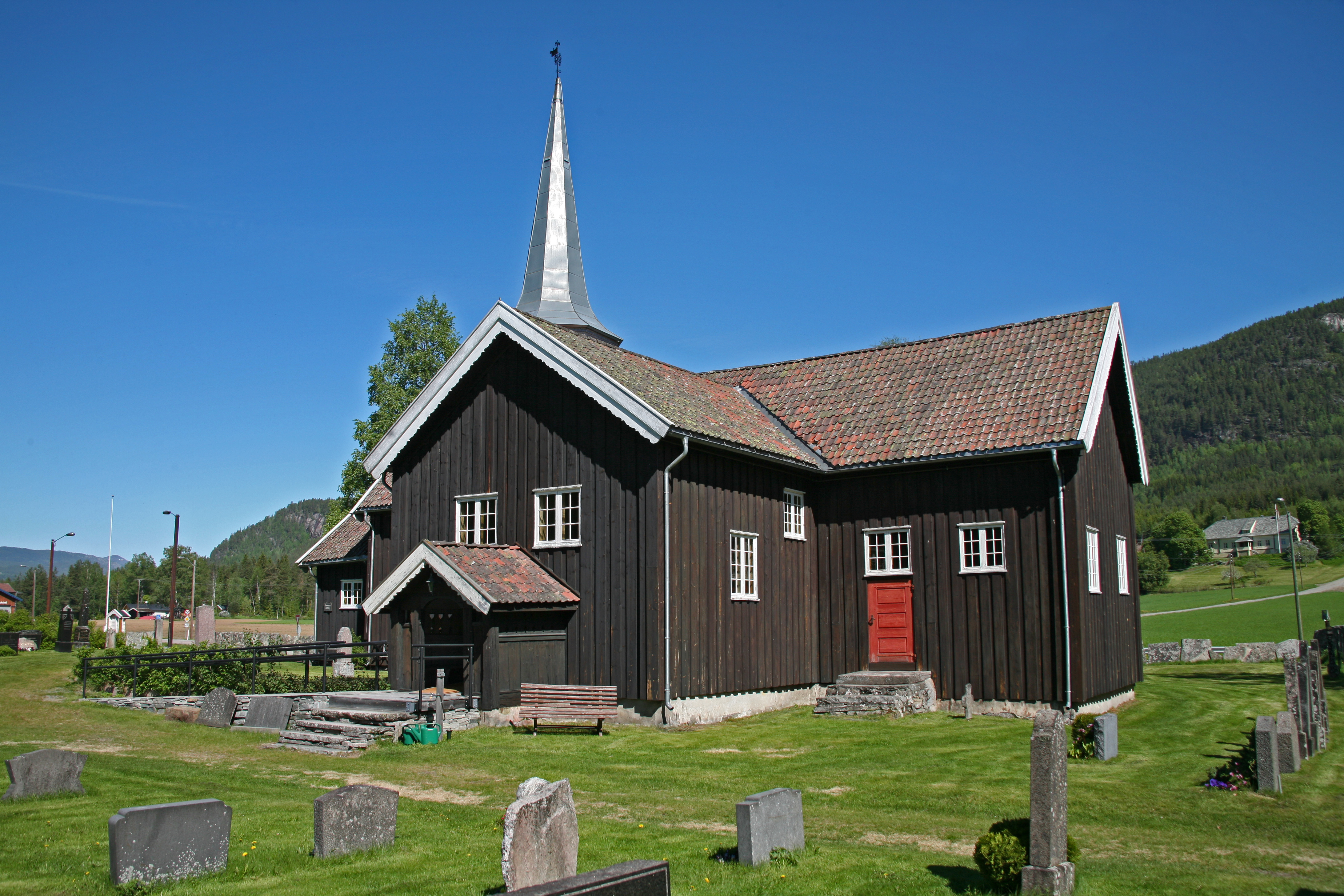
Kirche von Südosten

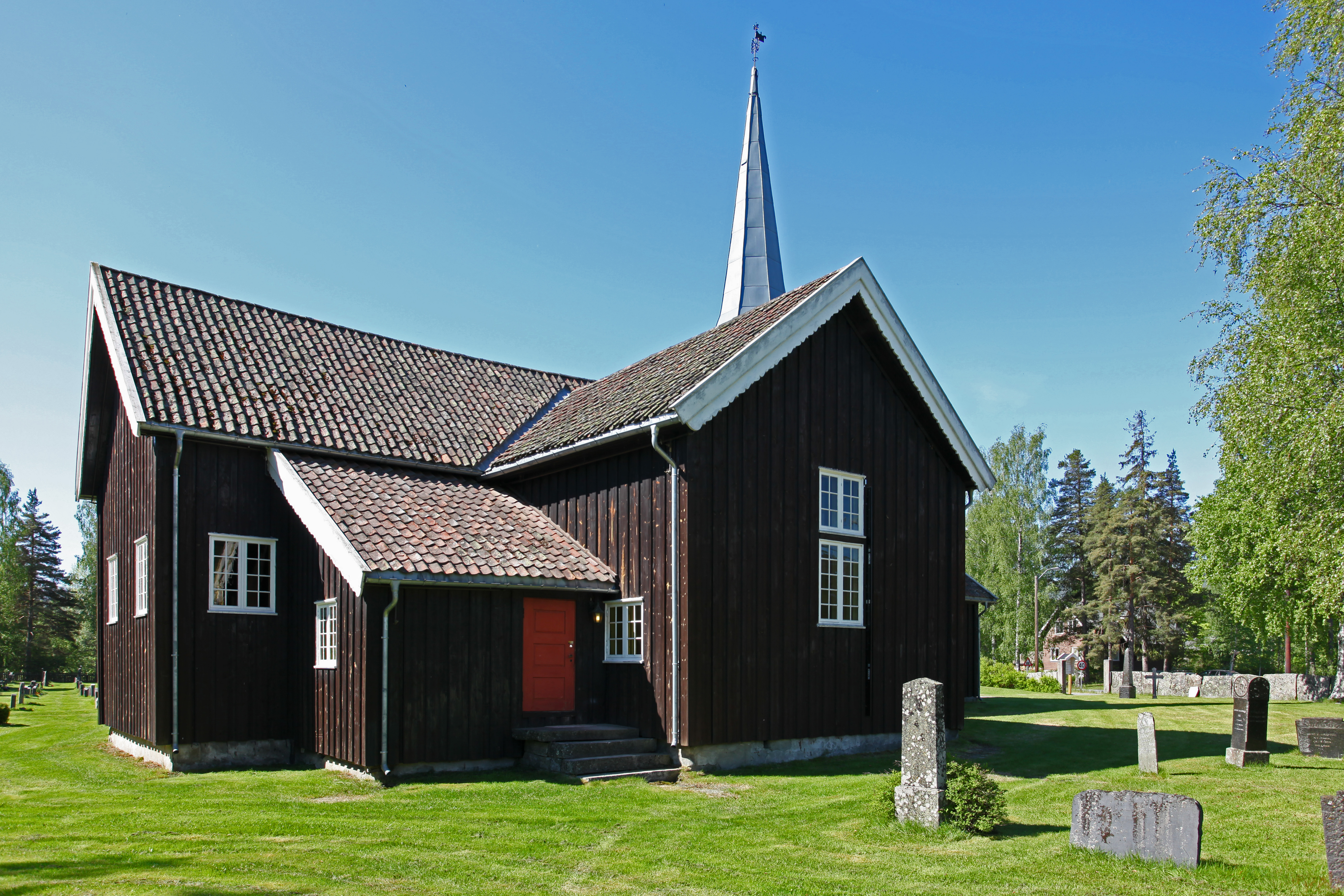
Kirche von Nordosten, mit Sakristei

Im Jahr 1735 fand ein großer Umbau statt. Bis auf die Außenwände des Umgangs und den Grundrahmen wurde die Stabkirche nahe zu komplett abgerissen. In östlicher Richtung erweiterte man sie zur Kreuzkirche mit sechs Meter langen und breiten Kreuzarmen. Die Stabkirche bildet dabei den westlichen Flügel. Der östliche Kreuzarm der Kirche hat dieselbe Höhe wie der Westliche, das Querhaus sitzt jedoch etwas tiefer. Die angefügten Wände sind in Blockbohlenbauweise hergestellt und Eisenbolzen in den Wänden verbinden die Stabkirche mit dem Neubau. Die aufeinandergeschichteten Hölzer des Blockbohlenverbands sind rund und an den sichtbar, verzahnten Enden hochkant zu Sechsecken zugeschnitzt. Die Außenwände wurden derzeit wahrscheinlich von den Holzschindeln befreit und waren den Witterungsverhältnissen ausgesetzt. Im Jahr 1776 verkleidete man die Wände mit vertikalen Brettern und dichtete sie ab. Zwei Jahre später wurde die Fassade  geteert. 1829 wiederholte man diesen Vorgang mit untergemischter rotbrauner Farbe. 1870 bekam die Kirche eine neue Außenverkleidung und sieben Jahre später vertäfelte man sie auch innen. Bei den Restaurierungsarbeiten in den 1950er und 1960er Jahren entfernte man diese Verkleidungen wieder und die Kirche erhielt abermals eine neue geteerte Außenfassade.
Da das erhöhte Mittelschiff der Stabkirche entfernt wurde, bekam die gesamte Kirche ein neues Satteldach. Im Inneren verkleidet eine Zwischendecke über der Balkenlage den Dachstuhl des Pfettendachs. Nach dem Umbau wurde das Dach wieder mit geteerten Holzschindeln verkleidet. Erst im Jahr 1864 schaffte man 5.000 Dachziegel an, die seitdem das Dach bedecken. Der Dachreiter vom ehemaligen Dach der Stabkirche wurde bei dem Umbau abgenommen und erhielt wahrscheinlich seinen ursprünglichen Platz auf dem neuen Dach über der Stabkirche. In den Kirchenbüchern ist vor 1793 kein Eintrag über den neuen Dachreiter belegt. 1819 und 1835 wurde der Dachreiter repariert und gestrichen und ist bis heute erhalten. Er ist ebenfalls achteckig, besitzt aber nur vier Lichtluken, die nach Norden, Osten, Süden und Westen ausgerichtet sind. Sie sind mit einem zwölf Zentimeter breiten grauweißen Streifen von den roten Wänden abgesetzt. Darüber hinaus hat jede einen roten Fensterladen. Die Wände des Turms bestehen aus liegenden, gefasten Bohlen, die an den Ecken mit weißgrauen Leisten abgedeckt sind. Das Dach ist mit Zinkplatten gedeckt und auf der Spitze prangt eine kleine mit Ornamenten verzierte Stange.
Der Boden der Stabkirche besteht aus breiten Bohlen und wurde bei dem Umbau größtenteils erhalten. Er ist auf dem Grundrahmen mit Holznägeln befestigt und hat eine Ost-West-Ausrichtung. Der Boden des Umgangs ist um 90 Grad gedreht. 1760 und 1811 wurde der Boden abermals repariert und im Jahr 1868 zog man einen neuen Boden ein. Dabei verlegte man die Bohlen auf dem alten Boden. Bei einer Renovierung im 20. Jahrhundert hob man den Boden des Chors im östlichen Flügel etwas über das übliche Niveau an.
Auf Wunsch des Superintendenten wurde zwischen dem östlichen und nördlichen Flügel die Sakristei angebaut. Die Wände im Blockbohlenverband waren vermutlich bis zum 19. Jahrhundert mit Holzschindeln verkleidet.  Das Pultdach mit Gefälle nach Norden bekam wie das übrige Dach eine Ziegeldeckung. Sie besitzt eine Tür zum Chor im Ostflügel im Süden und eine Tür zum Kirchhof im Norden. Ein Sprossenfenster befindet sich in der Ostwand.